# C/2011 L4 (PANSTARRS)
C/2011 L4 (PANSTARRS) est une comète non périodique découverte en juin 2011 devenue visible à l'œil nu à son passage au périhélie au début du mois de mars 2013.

## Orbite
C/2011 L4 a probablement mis des millions d'années à s'échapper du nuage d'Oort. Sa période orbitale post-périhélie, c'est-à-dire après son passage dans le système solaire interne, est estimée à environ 110 000 ans.
La comète suit une trajectoire fortement inclinée de 84,20° sur l'écliptique. Elle est passée au plus près de la Terre le 5 mars 2013 à la distance de 1,09 ua, puis atteindra son périhélie peu après, le 10 mars 2013.

## Observation
C/2011 L4 est découverte dans la nuit du 5 au 6 juin 2011 à l'aide du télescope Pan-STARRS, situé près du sommet du Haleakalā, sur l'île de Maui à Hawaï. À sa découverte, elle est distante de 7,9 ua du Soleil (soit approximativement entre les orbites de Jupiter et de Saturne) et elle ne dépasse pas la magnitude apparente 19,4. Elle gagne en éclat après cette découverte, atteignant 13,5 début mai 2012, ce qui est suffisant pour la rendre observable avec un télescope amateur puissant depuis un lieu suffisamment sombre. En octobre 2012, sa chevelure mesure environ 120 000 km de diamètre.
À l'approche de son périhélie, en mars 2013, la comète était observable à l'œil nu. Les premières estimations datant d'octobre 2012 estimaient que C/2011 L4 pourrait atteindre la magnitude apparente de -4, soit un éclat comparable à celui de Vénus. Des estimations antérieures avaient prédit une luminosité plus faible, avec une magnitude apparente d'environ 0, mais ce ne fût pas le cas.
Au début du mois de janvier 2013, de nouvelles observations font état d'un ralentissement de l'augmentation de la luminosité de C/2011 L4, la magnitude maximale prévue était estimée à +1, puis le 19 janvier, cette estimation est encore revue à la baisse .La magnitude apparente a finalement atteint la magnitude apparente de +1. 